# Sophie Reinhard
Sophie Reinhard (née le 9 juin 1775 à Kirchberg, morte le 17 décembre 1844 à Karlsruhe) est une peintre allemande.

## Famille
Sophie Karoline Friederike Petronella Reinhard est la fille du futur conseiller d'État Maximilian Wilhelm Reinhard (de) (1747-1812) et de son épouse Jacobina Margarethe Pastert. Le conseiller privé badois Johann Jacob Reinhard (de) est son grand-père. Le haut fonctionnaire badois Wilhelm Reinhard (de) est un frère.
Elle meurt célibataire.

## Biographie
Sophie Reinhard est l'élève du directeur de la galerie de Karlsruhe, Philipp Jakob Becker (de), et du directeur de la galerie de Munich, Johann Christian von Mannlich. Des voyages d'études la conduisent à Vienne en 1808-1809, avec ses amis munichois Albrecht Adam et Margarethe Geiger (de) (laquelle y meurt du typhus le 4 septembre 1809), et en Italie de 1810 à 1814, avec un séjour à Rome. À partir de 1813, elle reçoit du grand-duc de Bade un salaire annuel d'artiste de 800 florins et devient ainsi peintre de la cour du grand-duc de Bade. En retour, elle doit donner des cours de dessin et remettre des travaux au tribunal sur demande.
Son travail comprend du matériel historique biblique et régional ainsi que des scènes de genre italiennes. Elle a illustré à plusieurs reprises du matériel littéraire, comme les Alemannische Gedichte de Johann Peter Hebel. Lors de l'exposition d'art de Karlsruhe en 1823, elle présente La margravine Anne de Bade nourrissant les pauvres et distribuant des médicaments, une composition basée sur le poème Réassurance à Frida d'Aloys Schreiber (de) et l'aquarelle Mort de Torquato Tasso, et en 1825, le tableau historique Christophe Ier, margrave de Bade, rejette les envoyés de l'empereur Maximilien Ier et une représentation de la Sainte Famille.
Mais après 1829, elle ne participe plus aux expositions de Karlsruhe. Dans la collection d'art de Carl Friedrich von Rumohr, il y a un dessin au crayon d'elle représentant un buste du saint Joseph d'après un tableau de Jan van Eyck.